# Третяк, Борис Никитович
Борис Никитович Третяк (12 февраля 1938 года, Лубны, Полтавская область — 10 сентября 2016 года, Москва) — российский государственный деятель, депутат Государственной Думы первого созыва (1994—1996), член Совета Федерации Федерального Собрания Российской Федерации от законодательного органа Сахалинской области (1996—2010).
Член Совета Федерации от Сахалинской областной Думы (1996—2010).

## Биография
В 1963 году окончил Киевский геологоразведочный техникум", в 1980 году заочно — Хабаровский институт народного хозяйства.
Трудовую деятельность начал в 1956 году работал кочегаром, машинистом на судах Днепропетровского речного пароходства; прошел срочную военную службу. С 1963 года работал на Сахалине в геологических партиях техником-радистом и техником-оператором.
- 1968—1982 гг. — начальник сейсморазведочной партии,
- 1982—1985 гг. — главный инженер,
- 1985—1987 гг. — начальник Охинской геологоразведочной экспедиции,
- 1987—1988 гг. — заместитель начальника Всесоюзного промышленного объединения «Сахалинморнефтегазпром»,
- 1988—1996 гг. — управляющий трестом «Сахалингеофизразведка» [1].

### Государственная деятельность
12 декабря 1993 года был избран депутатом Государственной Думы первого созыва от Сахалинского одномандатного избирательного округа 159. Пробовал избираться во II созыв, но проиграл, заняв второе место с 20,93 % голосов. Дважды в 1996 и 2000 годах избирался в Сахалинскую областную Думу. С 1996 по 2001 год председатель Сахалинской областной Думы. С ноября 1996 года член Совета Федерации по должности, а в 2001—2010 годах продолжил работу в верхней палате от Сахалинской областной Думы.
Умер в 2016 году. Урна с прахом захоронена в колумбарии на Ясеневском кладбище.

## Награды и звания
- Два ордена Трудового Красного Знамени"[2].
- Орден Почета"[2].
- Орден «Знак Почета»"[2].
- Почётный знак Совета Федерации «За заслуги в развитии парламентаризма»"[2].
- Две Почетные грамоты Совета Федерации"[2].